# 勵駿龐都廣場
勵駿龐都廣場（英語：Ponto Legend），規劃及興建時名稱稱勵駿友誼廣場，是一個位於廣東省橫琴粵澳深度合作區由澳門勵駿旗下的子公司勵盈投資有限公司發展與興建，是橫琴島首座混合中國與葡萄牙文化設計的特色單一商業綜合項目。項目耗資約25億元，建設面積超過14萬平方米，於2014年3月28日動工興建，2016年10月下旬平頂，2019年12月15日正式開業。

## 歷史
2012年，澳門勵駿旗下的勵盈投資投得橫琴新區首塊對澳門企業定向推出的地塊，計劃興建一座大型商業及購物中心項目，規劃用地約3萬平方米，內容涵蓋大型商場、零售、餐飲、戲院等。透過集合近30家本澳中小企資金及力量共同發展，開創“以大帶小，聯合發展”的先河將澳門品牌推廣出去。勵盈投資是澳門勵駿於2012年10月聯同40多家中小企，創立了“澳門中小型企業聯合總商會”擔任會長，通過澳門中小企會員廣泛參股組建的一間投資公司。
2014年3月26日，勵盈投資及工銀澳門為勵駿友誼廣場融資簽署共同投資協議，提供第一期6.8億港元融資，並根據項目進展，提供總額可達等值10億人民幣的意向性支持。
2014年3月28日，作為澳門中小企業在橫琴投資的首個項目“勵駿友誼廣場”正式動工並舉行儀式。
2016年10月24日，項目正式平頂，原“勵駿友誼廣場”更改為現名。
2019年5月17日，勵駿龐都廣場舉行招商發布會，勵盈投資旗下的勵盈房地產與橫琴金投創業谷孵化器管理有限公司簽署了「共享辦公室」戰略合作意向協議，計劃打造澳門青年和澳門中小企業文旅會展創業空間，並與多個進駐品牌的商業設施包括餐飲、影院、健身等。
2019年11月，勵盈投資表示項目計劃於同年12月中開業，商場總體入駐率達七成，已經入駐並完成裝修的商戶佔總體約近五成，預計可如期在12月中開業。商場中澳門企業所佔比例不大，反而以中國大陸及香港企業為主，也不乏國際品牌。
2019年12月15日，橫琴勵駿龐都廣場正式開業迎客，並在主樓三樓同期舉行慶祝澳門回歸二十周年“盛世觀瓷”瓷藝特展，項目內的影院、健身室、書店及餐飲已於2019年11月30日起開始試業，發展商又預計大型超市及美食廣場將於後期陸續開業。
2022年9月25日，作為深合區商圈內首家專業的西餐廳，主打歐陸菜式及澳門特色美食的「歐陸西廚」橫琴店正式開業。
2023年4月29日至4月30日，中國「五‧一小長假」期間，勵駿龐都客流量分別約25,000人次及超過35,000人次。廣場內特色餐飲食肆雲集、一位難求，吸引眾多遊客開啟「逛吃」模式。

## 建築特色
整座商業建築由澳門著名建築師馬若龍設計，參考了17世紀葡萄牙曼奴武的建築風格，配合澳門獨有的中西合璧歷史及風格而創造的嶄新建築特色。項目集合零售、餐飲等為主，將澳門本土特色帶入橫琴，並作為《粵澳合作框架協議》項目之一。

## 建築結構及商鋪
龐都廣場佔地面積近33.4萬平方呎，商業面積超過86萬呎，由一棟主樓和兩棟副樓組成，主樓為大型購物廣場集餐飲、零售和休閒娛樂，兩棟副樓以美食中心為主，主樓的負一層透過行人隧道與珠機城際鐵路横琴站、橫琴口岸連接。

### 主樓
- B2及B3層：停車場
- B1層：大型超級市場（嘉榮 SPAR）、美食廣場
- 1層：輕餐飲‧零售：茶飲店、酒類銷售店、小米專賣店、便利店、咖啡店
- 2層：招商中心
- 3層：藝術展覽廳
- 4層：餐廳、健身中心、美容美髮店、書店
- 5層：客戶服務中心、電影院、餐廳（火鍋、葡國菜、西餐廳）

### 副樓A棟
- 1層：酒吧（2間）、西餐廳、涼茶甜品店
- 2層及3層：中式酒樓

### 副樓B棟
- 1層：茶餐廳

## 大型活動
- 「澳門國際文化美食節」（橫琴站）暨粵澳文化美食巡禮：由2020年起首次增設「橫琴站」，以「一展兩地」的形式進行[16]。2022年的活動改為於12月舉行，更與“2023粵澳璀璨光影秀”同期舉行[17]。活動由澳門商報國際傳媒集團、珠海橫琴勵駿龐都廣場、珠海橫琴澳商文旅科技聯合主辦[18]。
- 粵澳璀璨光影秀
  - 2021年12月31日至2022年1月6日，每天19:30-22:00期間舉行。光影秀為“粤澳共此时”花海欢乐季系列，作品以突显琴澳地域特征，彰显琴澳两地文化为主题，用浪漫光影讲述琴澳交融携手发展的故事[19]。
  - 2022年12月25日至2023年1月3日第二度舉行，與澳門幻彩耀濠江及澳門國際文化美食節（橫琴站）同期舉行，展出由橫琴深合區民生事務局、澳門旅遊局聯合出品的光雕作品《在這裡》展演，光雕表演作品分為《這裡的色彩》、《這裡的味道》和《這裡的節日》三個篇章，作品把橫琴和澳門兩地特色文化、人文風情以及“吃住遊”生活習慣進行藝術表達，打造深刻記憶點，巧妙地體現兩地同根同源的文化特質和傳統習俗，通過光影展現“文化+旅遊+民生”，呈現琴澳兩地居民日益相融的祥和景象[20]。
- “2023‘齊齊葡——葡語國家及澳門產品特色市集’（橫琴站）”：2023年3月10日至12日，由澳門貿易投資促進局及橫琴粵澳深度合作區經濟發展局合辦[21]
- 2023年9月17日：橫琴粵澳深度合作區成立兩周年“我們的新家園”群眾文藝匯演[22]
- 2024年2月29日至3月3日：“澳門‧橫琴藝墟”，由橫琴粵澳深度合作區民生事務局與澳門特別行政區政府文化局聯合主辦，匯集近百個來自澳門當地與中國境內不同省市的文創及精品攤位[23]

## 接駁交通

### 公共汽車
珠海公交

| 城轨橫琴站 | 城轨橫琴站           | 城轨橫琴站 | 城轨橫琴站           | 城轨橫琴站                                            |
| 编号       | 路线                 | 路线       | 路线                 | 备注                                                  |
| ---------- | -------------------- | ---------- | -------------------- | ----------------------------------------------------- |
| 14         | 海虹总站             | 全程 ⇆     | 长隆                 |                                                       |
| 14         | 海虹总站             | 短线 ←     | 北山（华发商都）     |                                                       |
| K10        | 吉大总站             | 全程 ⇆     | 长隆                 |                                                       |
| K10        | 湾仔旅游码头         | 短线 ⇆     | 拱北口岸             |                                                       |
| K11        | 香洲                 | ⇆          | 长隆                 |                                                       |
| G80        | 吉大总站             | ⇆          | 长隆                 | 仅于工作日开行                                        |
| Z52        | 横琴客运码头         | ⇆          | 琴海西路总站         | 工作日由琴海西路总站发出的部分班次绕经横琴小学 原 152 |
| Z56        | 向阳村               | ⇆          | 横琴客运码头         |                                                       |
| 琴T85      | （中山）锦绣国际花城 | ⇆          | （珠海）横琴客运码头 | 需预约乘搭                                            |
| 琴T86      | 宁海世纪城           | ⇆          | 横琴客运码头         | 需预约乘搭                                            |
| 琴T88      | 湖心路口总站         | ⇆          | 横琴客运码头         | 原 T88                                                |

### 免費穿梭巴士
琴澳民生專線：橫琴號琴澳民生跨境專線（僅供下客）、橫琴號民生活動專線（僅於區內舉行大型文旅或節日活動期間營運）

### 鐵路
- 珠機城際鐵路横琴站

## 外部連結
- 勵駿龐都廣場官方網站 （页面存档备份，存于）